# Хёгль, Петер
Петер Хёгль (нем. Peter Högl; 19 августа 1897 — 2 мая 1945) — офицер СС; сотрудник личной охраны А. Гитлера, штурмбаннфюрер СС (1.03.1940) и криминальдиректор (9 ноября 1944). Присутствовал в фюрербункере в последние дни падения Берлина.

## Биография
Родился в Поксау, недалеко от города Дингольфинг в Баварии. После окончания школы работал мельником в Ландсхуте. После начала Первой мировой войны работал на фабрике по производству вооружения. В 1916 г. призван на действительную военную службу, служил в 16-м Баварском пехотном полку; унтер-офицер.
После демобилизации в 1919 году, с 1 октября по 31 декабря того же года служил во вспомогательных полицейских частях (нем. Schutzmannschaft) Мюнхена. 1 января 1920 года был принят на службу в Баварскую земельную полицию. В 1932 году переведен в криминальную полицию.
В июне 1933 года вступил в НСДАП (билет № 3 289 992), а 1 июля 1934 года — в СС (билет № 249 998).
Весной 1933 года стал членом т.н. «охранной команды фюрера» (нем. Führerschutzkommando), отвечавшей за личную безопасность А. Гитлера. После преобразования данного подразделения 1 августа 1935 года в Имперскую службу безопасности (нем. Reichssicherheitsdienst, RSD) во главе с Гансом Раттенхубером, Хёгль стал его заместителем и одновременно начальником 1-го отдела данной службы (личная охрана А. Гитлера).
Начиная с ноября 1944 года и до последних дней существования III Рейха в мае 1945 года, постоянно находился в Берлинском фюрербункере. 27 апреля 1945 команда СС под командованием Петера Хёгля по приказу А. Гитлера задержала и доставила обратно в бункер бежавшего из него днем ранее Германа Фегелейна.
После самоубийства Адольфа Гитлера 30 апреля 1945 года, Петер Хёгль, вместе с Хайнцем Линге, Эвальдом Линдлофом и Гансом Рейссером, участвовал в выносе тел Адольфа Гитлера и Евы Браун в сад Рейхсканцелярии для последующей кремации их трупов.
Погиб в ночь с 1 на 2 мая 1945 года при попытке перейти через Вайдендамский мост в районе Фридрихштрассе.

## Присвоение званий
- Оберштурмфюрер СС (4 июля 1934)
- Гауптштурмфюрер СС (30 января 1937)
- Штурмбаннфюрер СС (1 марта 1940)
- Криминальдиректор (9 ноября 1944)